# Torre degli Sciri
La tour des Sciri (torre degli Sciri) est une maison-tour médiévale située via dei Priori à Pérouse.

## Description
La tour haute d'environ 42 mètres est de base carrée, composée de blocs de calcaire de taille homogène, ne comportant que quelques embrasures lui conservant son allure monolithique. L'intérieur comportait des balcons en bois reliés par des échelles et des escaliers en métal accrochés aux murs.

## Histoire
La tour des Sciri est le seul exemplaire restant  des dizaines de maisons-tours qui, au Moyen Âge, caractérisaient l'aspect urbain de la ville de Pérouse. Entre les IXe et XIIIe siècles, les tours sont un élément architectural fondamental, à la fois comme symbole de prestige des plus éminentes familles de la ville et comme instrument militaire de fortification. Au fil du temps elles ont subi des réductions de taille ou des destructions.
La tour des Sciri a probablement été construite vers la fin du XIIIe siècle, comme tour privée d'un palais appartenant à la famille Oddi, qui l'a conservée jusqu'en 1483. Après les affrontements sanglants avec les Baglioni et l'exil des Oddi en octobre 1488, la propriété est  passée aux Sciri, comme en témoignent le nom et le blason sculpté au-dessus d'une entrée à la base du palais adossé à la tour.
Dans la seconde moitié du XVIIe siècle, la comtesse Caterina della Penna, offre la tour et le palais annexe à la tertiaire franciscaine sœur Lucia Tartaglini da Cortona, qui y fonde un internat pour filles pauvres. Depuis le bâtiment a accueilli jusqu'en 2011 un couvent sous la direction des Pères de l'oratoire San Filippo Neri. Depuis le complexe est devenu la propriété de la municipalité de Pérouse, qui a engagé des travaux de restauration qui ont duré jusqu'en 2015. Après les travaux, le sommet de la tour put être atteint par une montée d'escaliers de 232 marches. L'escalier mène également à deux chapelles, qui étaient utilisées par les religieuses.
La tour est régulièrement ouverte au public par les bénévoles de l'association « Priori » et accueille des événements culturels,.

## Galerie

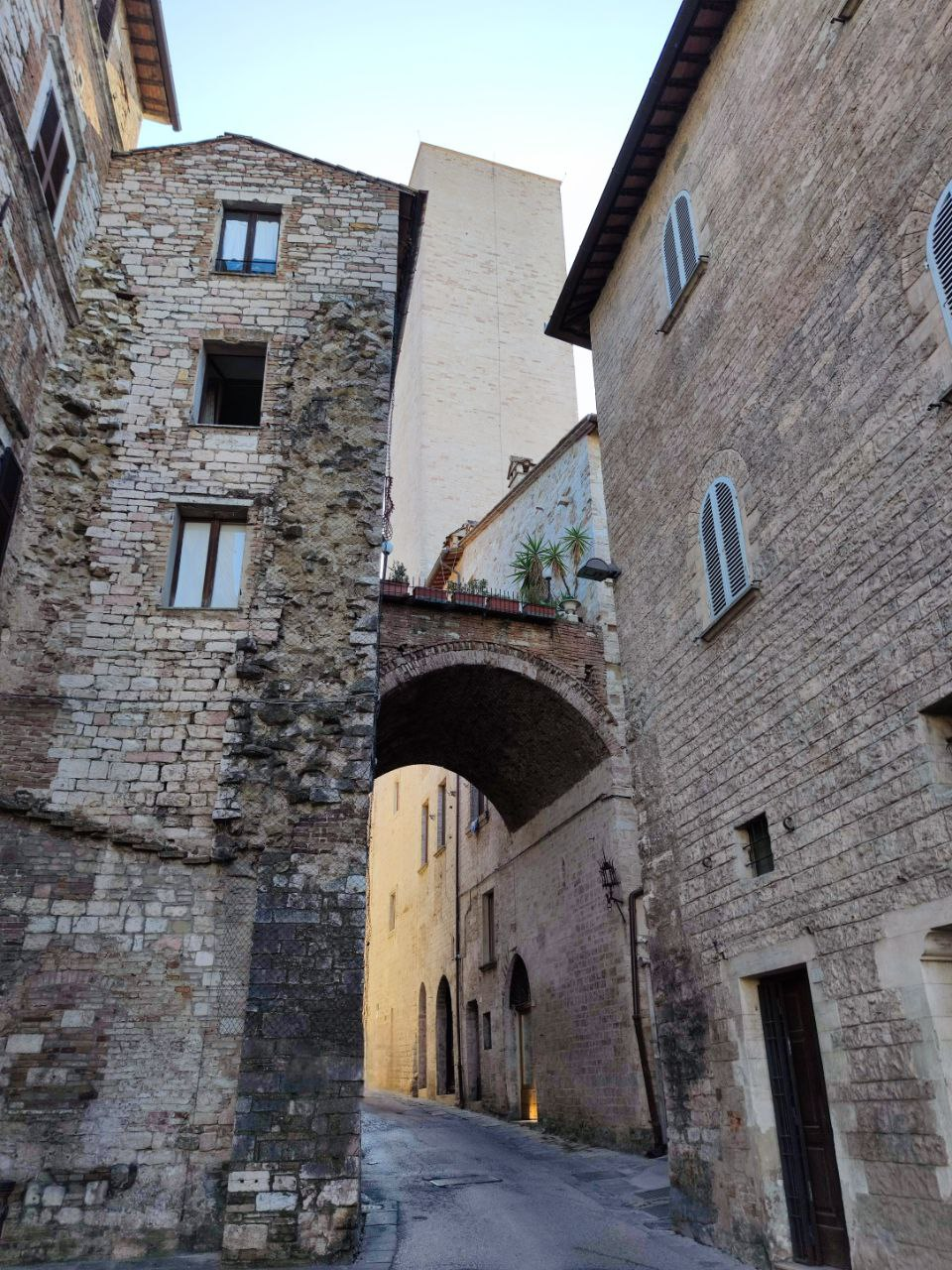
Via dei Priori avec vue sur la tour
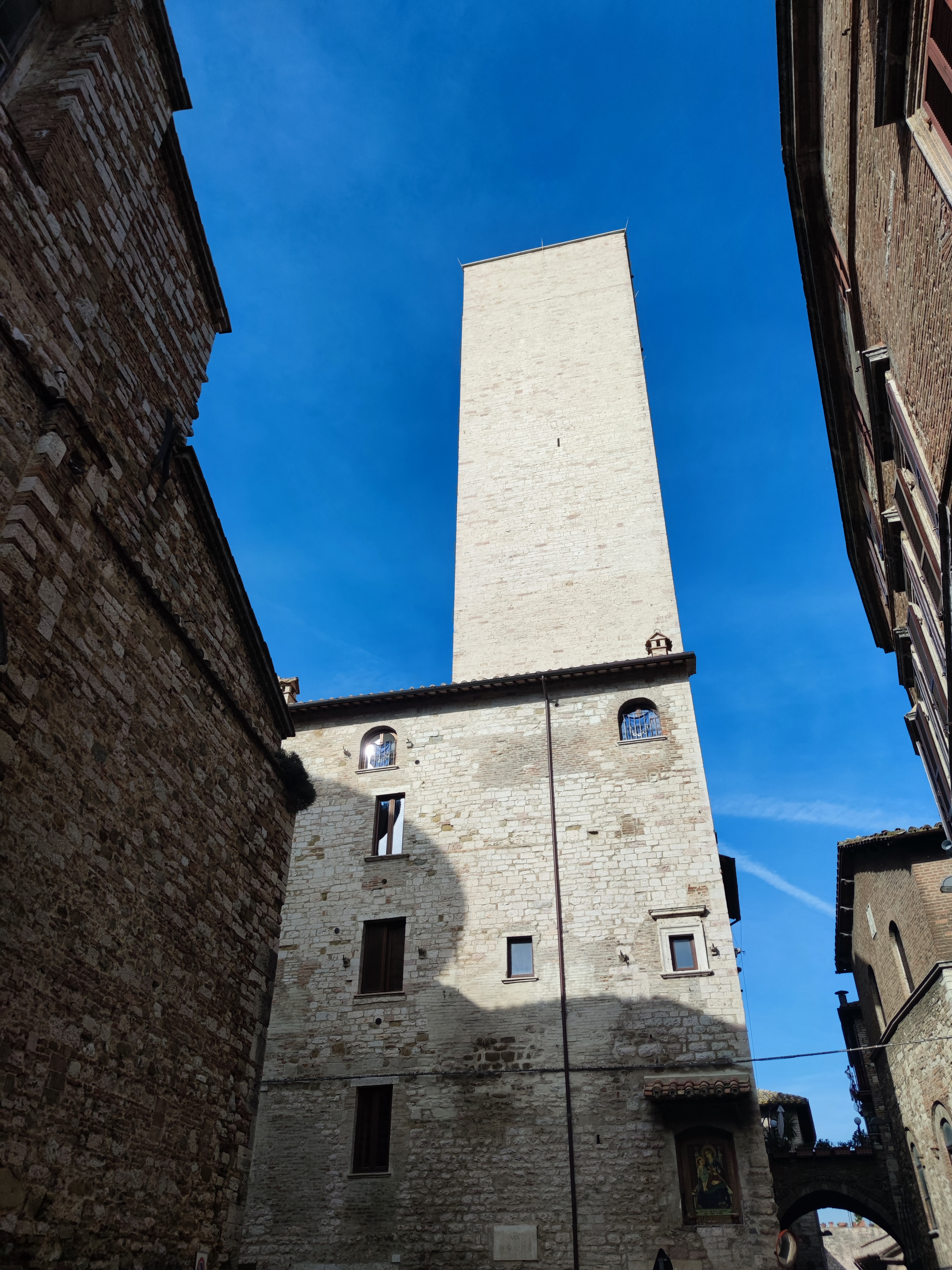
La tour en 2022
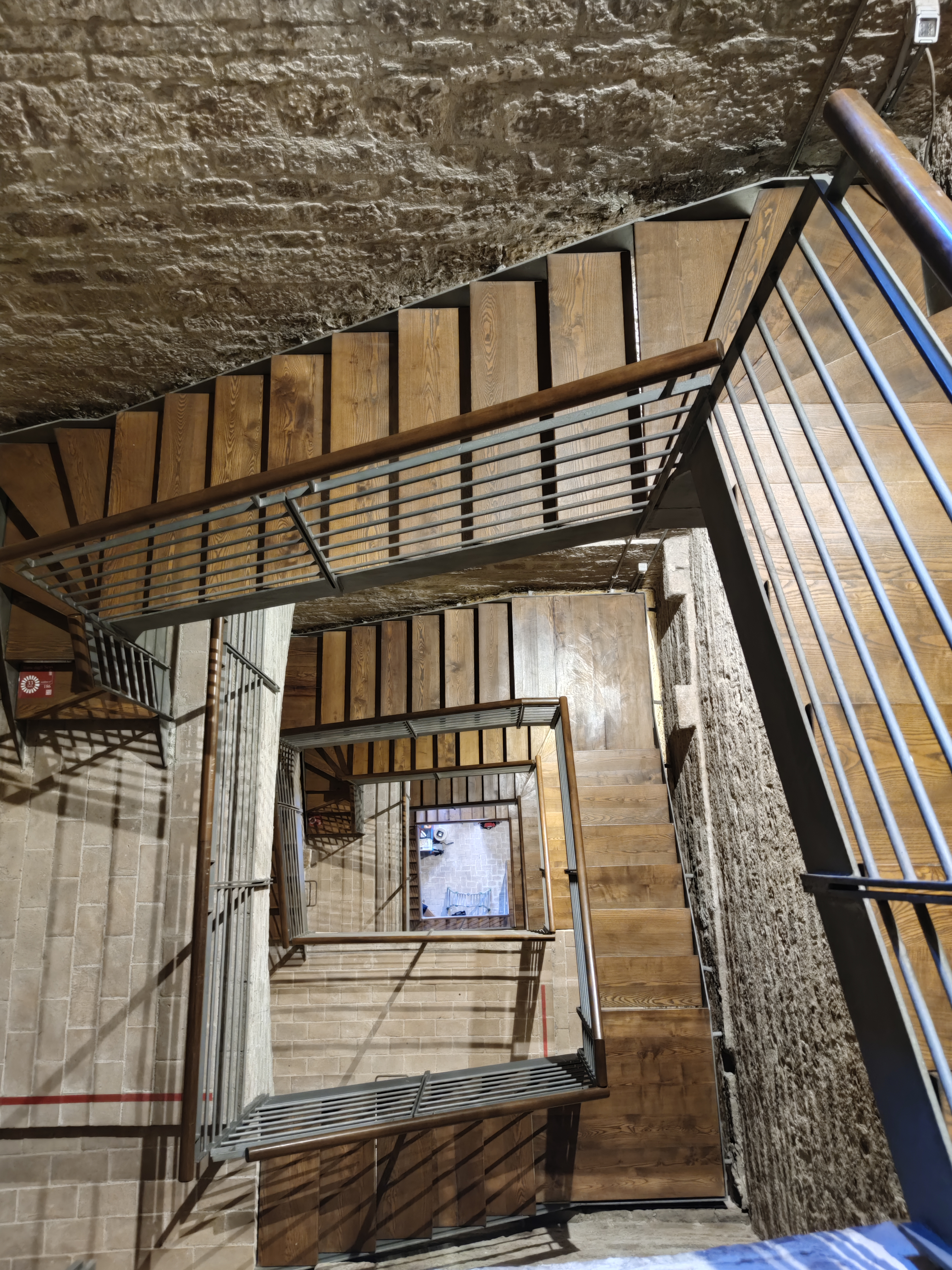
Intérieur de la tour
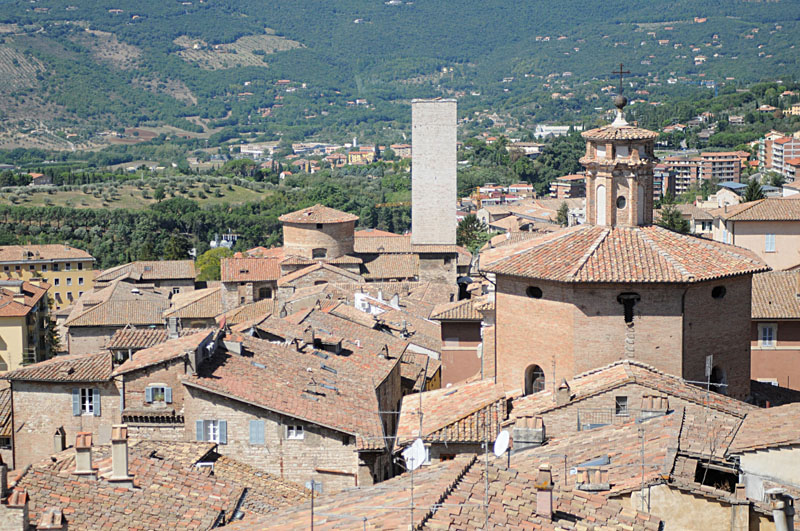
Vue panoramique avec la tour prédominante
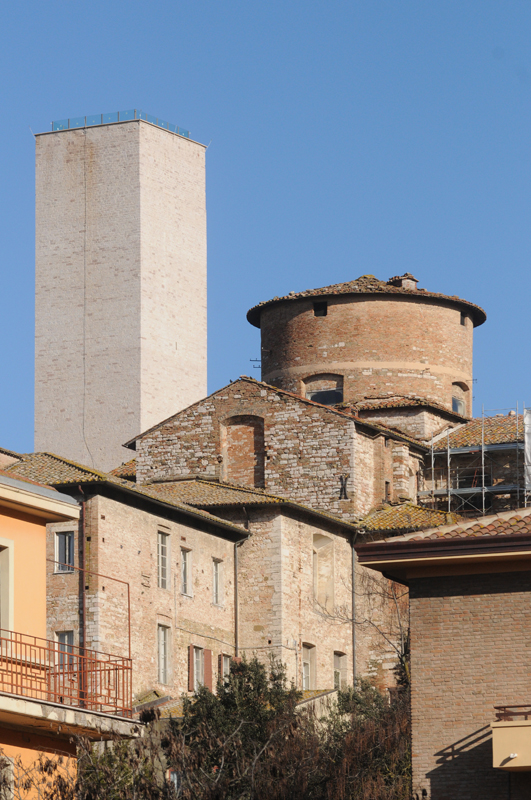
Vue sur la tour
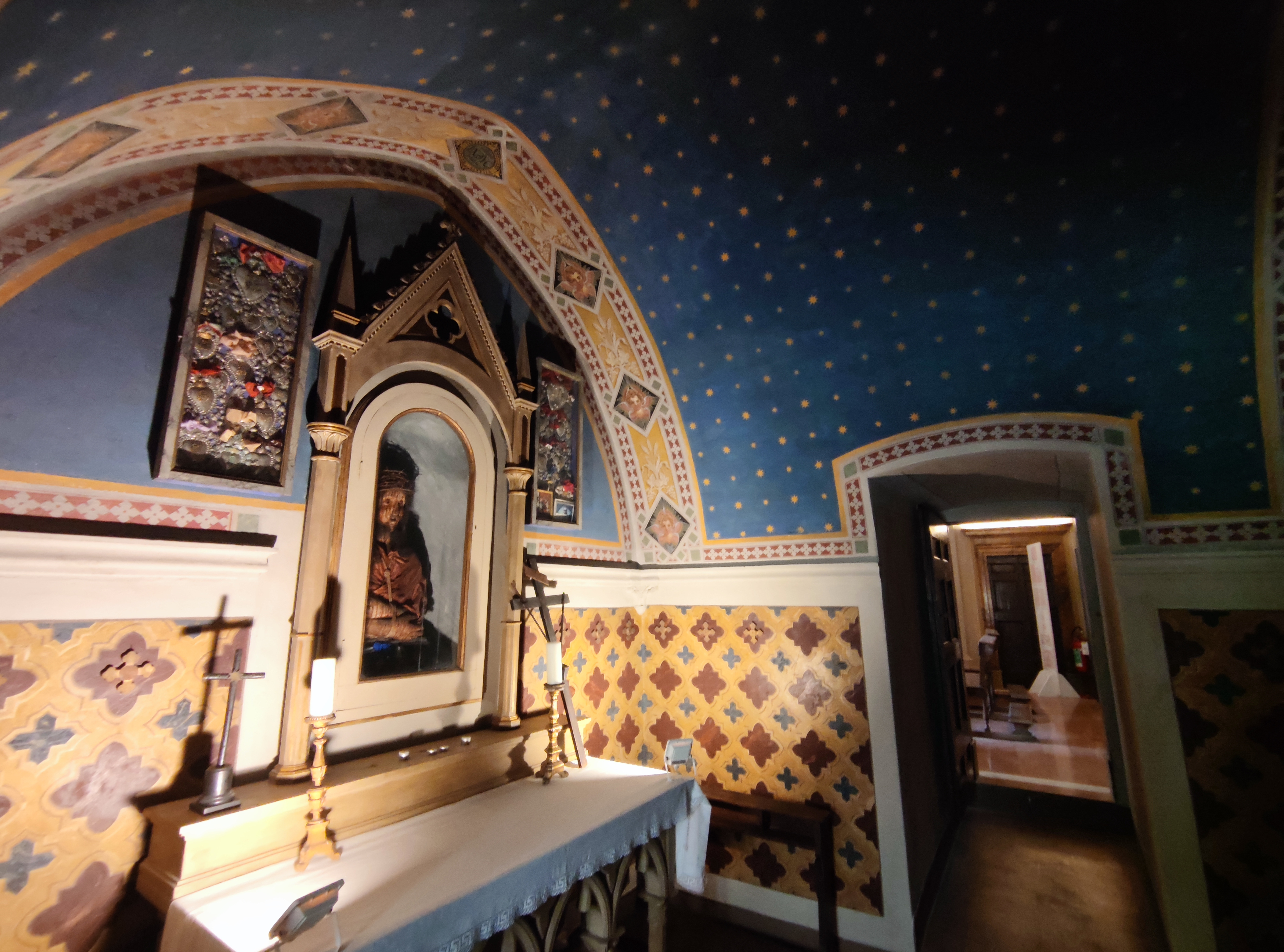
Chapelle intérieure
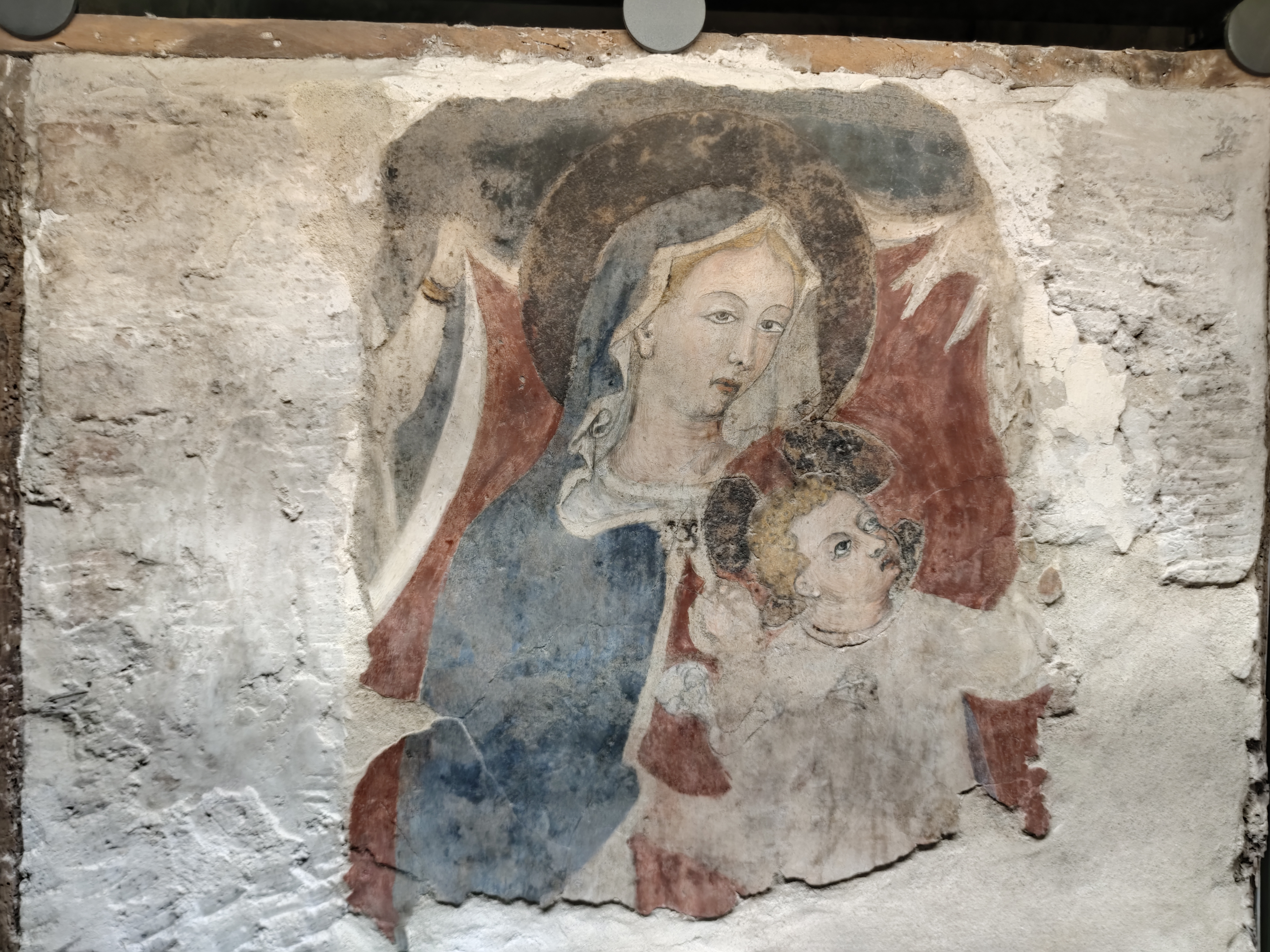
Fresque d'une  Vierge à l'Enfant